# Marco Angelini
Marco Angelini (bürgerlich Marco Angelini-Santner, * 26. Juli 1984 in Voitsberg, Steiermark) ist ein österreichischer Sänger und Songwriter. Von September 2014 bis Juni 2018 hatte er sich ins Privatleben zurückgezogen. Seit Juli 2018 steht er unter dem Pseudonym Da Bua wieder auf der Bühne.

## Familie
Marco Angelini wurde als Sohn einer österreichischen Mutter und eines luxemburgischen Vaters, Marc Angelini, sowie als Enkel italienischstämmiger Großeltern geboren und lebt in der Nähe von Wels. Seit 2014 ist er mit der Profitänzerin Maria Santner liiert. Am 26. September 2020 wurden sie Eltern einer Tochter. Im Semifinale der 14. Staffel von Dancing Stars überraschte Angelini Santner und hielt während der Liveübertragung um ihre Hand an. Die Hochzeit fand am 7. Juli 2022 in der Steiermark statt. Beide tragen seither den Familiennamen Angelini-Santner.

## Ausbildung und Karriere

### Schule und Universität
Nach der Matura studierte Marco Angelini Humanmedizin an der Medizinischen Universität Graz. Er absolvierte ein Auslandssemester in Luxemburg und das Praktische Jahr am Klinikum Passau in Deutschland. Im Jahr 2012 schloss er das Studium mit dem akademischen Grad Dr. med. univ. (Doktor der gesamten Heilkunde) ab. Seit Ende 2014 arbeitet er als Assistenzarzt der Chirurgie, zunächst am LKH Voitsberg, seit Anfang 2016 am Klinikum Wels-Grieskirchen. Im Oktober 2019 bestand er die Facharztprüfung zum Facharzt für Viszeralchirurgie. Seit Herbst 2020 arbeitet er als Facharzt für Allgemein- und Viszeralchirurgie im Klinikum Wels. Im Januar 2023 wurde er zum Oberarzt ernannt.

### Sport
Über zwölf Jahre spielte Marco Angelini Handball bei der HSG Bärnbach/Köflach auf der Position des linken Flügels. Nach zwei schweren Verletzungen (unter anderem ein Kreuzbandriss) musste er die Handballkarriere aufgeben.

### Musik und Fernsehen
Marco Angelini hat an diversen Casting-Shows teilgenommen, unter anderem an Helden von morgen, Starmania, X Factor und Herz von Österreich. Durch seine Teilnahme an Deutschland sucht den Superstar im Jahr 2011 in der 8. Staffel wurde er einem breiten Publikum im europäischen Raum bekannt, ehe er mit dem 4. Platz ausschied.
Nach DSDS folgten Auftritte sowohl als Solokünstler als auch mit seiner im Jahr 2008 gegründeten Studentenband Black Balloon in Deutschland, Griechenland, Österreich, Luxemburg und Spanien, außerdem einige Juryeinsätze, Autogrammstunden und Fantreffen in verschiedenen Ländern.
Seine musikalische Spannweite reicht von Pop, Rock und Austropop bis hin zu Pop-Schlager. Musikalische Einflüsse finden sich nach eigenen Angaben bei den Red Hot Chili Peppers, Kings of Leon, Paolo Nutini und James Morrison.
Im Jahr 2011 unterschrieb Angelini einen Plattenvertrag mit Sony Music Austria. Dabei entstand seine erste Single Leuchtturm, die von Alexander Kahr produziert wurde. Die Single erreichte keine Chartposition. Nach einem Wechsel zu 2DayRecords wurde am 25. Jänner 2013 die Maxi-CD Du & ich veröffentlicht. Du & ich stieg in den österreichischen Charts auf Platz 69 ein. Die zweite mit 2DayRecords veröffentlichte Single Mein Engel (hier auf Erden) erreichte Platz 84 in den deutschen Charts. Sie wurde am 31. Mai 2013 veröffentlicht. Am 4. Oktober 2013 erschien die dritte Single Wunder gibt es immer wieder und stieg auf Platz 62 in den deutschen Charts ein.
Im Jänner 2014 folgte die Teilnahme an der deutschen Reality-Show Ich bin ein Star – Holt mich hier raus! bei RTL, bei der er den sechsten Platz belegte. Danach veröffentlichte er am 7. Februar 2014 den Partysong Heute Nacht, der auf Position 54 in den deutschen Charts einstieg.
Ebenfalls 2014 tanzte er zusammen mit Maria Santner in der neunten Staffel der Tanzshow Dancing Stars bei ORF eins und erreichte den zweiten Platz.
Ende Juli 2014 gab Angelini das vorläufige Ende seiner Gesangskarriere bekannt, um in nächster Zukunft als Arzt zu arbeiten und sich auf sein Privatleben zu konzentrieren. Der letzte Auftritt vor seinem beruflichen Beginn als Assistenzarzt der Chirurgie fand am 13. September 2014 in Zeitz (Deutschland) statt.
Dennoch veröffentlichte er im November 2014 zusammen mit Leo Aberer den von den beiden Künstlern selbst geschriebenen Weihnachtssong Goodbye, der auf Platz 23 der österreichischen Charts einstieg und Platz neun erreichte. Mit dem Titel traten sie am 24. Dezember 2014 in der Spendensendung von Licht ins Dunkel bei ORF 2 auf.
Danach folgten Auftritte in größeren Abständen, wie 2015 bei Das Supertalent, beim Steirafest 2016 und 2017, bei diversen regionalen Bällen und immer wieder im ORF.
2017 startete er das Projekt „Fishboy feat. DJ El Fis“ mit dem Mallorca-Party-Song „Who the fuck is Haifisch...?!!“, der auf YouTube veröffentlicht wurde.
Im Sommer 2018 meldete sich Marco Angelini unter dem Namen „Da Bua“ mit dem Partysong „Bierzeltbraut“ wieder auf der Bühne zurück. Das Video zum Song wurde im Juni 2018 produziert, unter Mitwirkung der Dancing Stars Maria Santner und Roswitha Wieland.
2020 gründete Marco Angelini die Künstleragentur "Angelini Entertainment".
Zusammen mit dem Comedian Michael Skopek veröffentlichte er im Mai 2023 die Single FOXATTACK unter dem Namen REINEKE (Michael Skopek feat. REINEKE).
Seit März 2024 ist er zusammen mit seiner Ehefrau Maria Santner in der TV-Werbung für Billa zu sehen.

## Fernsehen (Auswahl)
- 2008: Sing & Win ATV / Österreich
- 2006/2008: Starmania (3./4. Staffel) – ORF / Österreich
- 2010: X-Factor (Staffel 1 – Bootcamp Berlin) – VOX / Deutschland
- 2011: Deutschland sucht den Superstar (8. Staffel) – RTL / Deutschland
- 2011: Wanns de eppes kanns (Gastauftritt) – RTL Luxemburg
- 2011: Kiddy-Contest (Gastauftritt) – ORF / Österreich
- 2013: LIVEKONZERT (Luxemburg)  RTL / Luxemburg
- 2013: Messer, Gabel, Herz – Puls 4 / Österreich
- 2014: Ich bin ein Star – Holt mich hier raus! (Staffel 8) – RTL Deutschland
- 2014: Herz von Österreich – Puls 4 / Österreich
- 2014: Wir sind Kaiser – ORF / Österreich
- 2014: Dancing Stars  (9. Staffel) – ORF / Österreich
- 2014: Das perfekte Promi-Dinner – VOX / Deutschland
- 2014: Starnacht am Wörthersee – ORF / Österreich
- 2014: Licht ins Dunkel (Spendensendung) – ORF / Österreich
- 2015: Das Supertalent – RTL / Deutschland
- 2016: Guten Morgen Österreich – ORF / Österreich
- 2016: Dancing Stars (Rückblick) – ORF / Österreich
- 2016: Quizmaster – Servus TV / Österreich
- 2016: Explosiv – RTL / Deutschland
- 2017: Special Olympics World Winter Games (Juror beim Tanzwettbewerb) ORF 3
- 2018: Daheim in Österreich – ORF / Österreich
- 2019: 9 Plätze – 9 Schätze – ORF / Österreich
- 2021: Meine großen 10 – ORF / Österreich
- 2021: Thema – ORF / Österreich
- 2021: Dancing Stars – ORF / Österreich
- 2022: Vera – ORF / Österreich
- 2022: Casino Cup – Puls 4 / Österreich

## Diskografie
Alben
- 2013: Best Of

Singles
- 2011: Leuchtturm
- 2013: Du & ich
- 2013: Mein Engel (hier auf Erden)
- 2013: Wunder gibt es immer wieder
- 2014: Heute Nacht
- 2014: Suzie
- 2014: Goodbye (Marco Angelini & Leo Aberer)
- 2018: Bierzeltbraut (als DA BUA)
- 2023: FOXATTACK (als REINEKE) (Michael Skopek feat. REINEKE)

## Auszeichnungen
- Cool Music Award 2011 (Musikmagazin Cool)
- Cool Music Award 2012 (Musikmagazin Cool)
- Silberne Ehrennadel der Stadt Voitsberg 2011
- Bester Sänger 2011 (Jugendzeitschrift Xpress)
- Bester Newcomer 2011 (Jugendzeitschrift Xpress)
- Bester Austrostar 2011 (Jugendzeitschrift Xpress)
- Bester Austrostar 2012 (Jugendzeitschrift Xpress)

## Soziales Engagement
Durch den Einsatz seines Vaters für Special Olympics Österreich kam Angelini schon früh mit Athleten mit besonderen Bedürfnissen in Kontakt, das motivierte ihn sich sozial zu engagieren und beeinflusste ihn bei der Wahl des Medizinstudiums. Er engagiert sich seit vielen Jahren für Menschen mit besonderen Bedürfnissen und betreut ehrenamtlich die Athleten der Special Olympics Österreich, zunächst als Trainer in den Sportarten Floorhockey und Handball und seit 2011 als Assistent der Teamärztin.
Außerdem arbeitet er aktiv an der Entwicklung von Kinder- und Jugendsportprogrammen mit.
Seit 2017 ist er zudem Special Olympics Botschafter. 
Seit 2024 sitzt er im Beirat von Special Olympics Österreich.